# Necrobiosis lipoidica

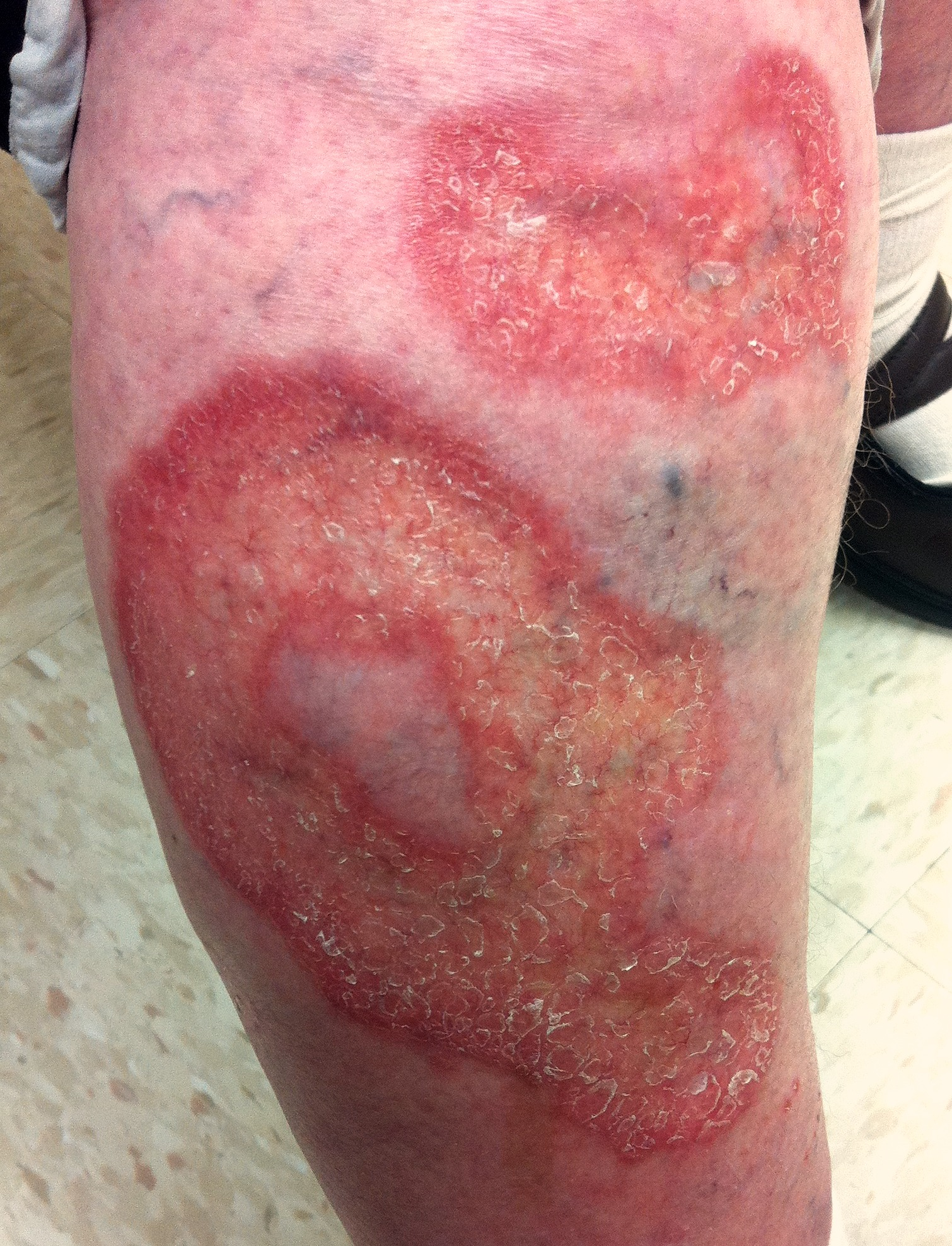

Die Necrobiosis lipoidica (oder Nekrobiosis lipoidica) ist eine seltene granulomatöse Entzündung der mittleren Dermis mit Anreicherung von Lipiden, die oft mit einem Diabetes mellitus vergesellschaftet ist. Die Entzündung führt zur Nekrose der Haut und tritt meist an den Unterschenkelstreckseiten auf.
Die Erkrankung beginnt mit intensiv roten, linsengroßen Papeln, aus denen etwas eingesunkene, scheibenförmige, bis handtellergroße, gelbe, sklerotische, von Teleangiektasien durchzogene Herde entstehen, die von einem leicht erhabenen lividen Randsaum umgeben sind. In etwa einem Drittel der Fälle entwickeln sich schlecht heilende Ulzerationen.
Etwa 0,3 % der Diabetiker entwickeln eine Necrobiosis lipoidica. Frauen sind häufiger betroffen als Männer.